# Telenești
Telenești è una città della Moldavia capoluogo del distretto omonimo di 8.508 abitanti al censimento del 2004, dei quali 6.855 risiedono nella località principale e ne costituiscono la popolazione urbana. 
Situato al centro del paese, dista 93 km da Chișinău, ed a 30 km dalla ferrovia Călăraşi.

## Località
Il comune è formato dall'insieme delle seguenti località (popolazione 2004):
- Telenești (798 abitanti)
- Mihălașa (1.350 abitanti)
- Mihălașa Nouă (303 abitanti)

## Economia
Secondo i dati del censimento il 57,5% del territorio comunale è dedicato all'agricoltura. Le industrie e le imprese commerciali sono a carattere locale.

## Religione
Prevalentemente Ortodossa, fino a prima della seconda guerra mondiale la città aveva un'importante popolazione ebraica. Nel 1897 a Telenesti vivevano 4.379 abitanti, di cui 3.876, pari all'89%, erano ebrei.
La Cattedrale di Sant' Elia, costruita nel 2006, è uno dei più recenti edifici di religiosi, di cui Țurcan Vasile ne è il sacerdote.

## Storia
Ci sono prove che la zona di Teleneşti fu abitata gia durante il periodo dei Daci. Dimitrie Cantemir ha sottolineato l'esistenza di una città gotica qui. Secondo alcuni, l'origine di Teleneşti è il villaggio di Ineşti, successivamente cresciuto in una piccola città. il primo atto storico che parla chiaramente di Telenesti, situato sulla riva del fiume Ciulucul Mic, risale al 1611.